# Donovan Bailey
Donovan Bailey (* 16. Dezember 1967 im Manchester Parish, Jamaika) ist ein ehemaliger kanadischer Leichtathlet.
Bailey wurde im Manchester Parish auf Jamaika geboren. Seine Familie wanderte nach Kanada aus, als er 13 Jahre alt war. Vor seinem Schulabschluss spielte er Basketball. Er begann 1991 an Leichtathletik-Wettkämpfen teilzunehmen, vorerst jedoch nur als Freizeitbeschäftigung. Nebenbei arbeitete er erfolgreich als Börsenhändler. Erst 1994 konzentrierte er sich auf den Spitzensport.
Bereits ein Jahr später schaffte er den internationalen Durchbruch. Bei den Weltmeisterschaften in Göteborg gewann er sowohl über 100 Meter als auch mit der 4-mal-100-Meter-Staffel.
Diesen Doppelerfolg wiederholte er bei den Olympischen Spielen 1996 in Atlanta. Im 100-Meter-Rennen stellte er mit 9,84 s einen neuen Weltrekord auf. Viele Kanadier waren der Ansicht, dass dieser Erfolg das gute Image der kanadischen Athleten wiederherstellte, welches durch Ben Johnsons Dopingskandal ruiniert worden war. Bei den Weltmeisterschaften 1997 gewann er erneut Staffel-Gold und wurde im 100-Meter-Rennen Zweiter hinter Maurice Greene.

## Schnellster Mann der Welt?
Bei seinem spektakulären 200-Meter-Weltrekordlauf von Atlanta 1996 erreichte Michael Johnson eine Durchschnittsgeschwindigkeit von 37,267 km/h, was jeweils zwei 100-Meter-Zeiten von je 9,66 s bedeutete. Diese lagen deutlich unter Donovan Baileys damaligen 100-Meter-Weltrekord (9,84 s), was dazu führte, dass Johnson von vielen vorwiegend einheimischen Medien zum „schnellsten Mann der Welt“ erkoren wurde. Dass dieses angebliche Phänomen darin seine Ursache hat, dass im 200-Meter-Lauf die zweiten einhundert Meter mit fliegendem Start zurückgelegt werden, blieb dabei unberücksichtigt. Ebenso die Tatsache, dass schon Pietro Mennea bei seinem Rekordlauf 1979 in Mexiko-Stadt mit 36,511 km/h einen Wert erreichte, welcher zwei 100-Meter-Zeiten von je 9,86 s entsprach und erst zwölf Jahre später auf dieser Distanz vom US-Amerikaner Carl Lewis eingestellt wurde. Dagegen galt in der Leichtathletik seit jeher der 100-Meter-Weltrekordler gemeinhin als der schnellste Mann der Welt, da traditionell auf der kurzen Sprintdistanz die höchsten Geschwindigkeiten erzielt werden. Somit nahm auch Bailey dieses Recht für sich in Anspruch, da er zu diesem Zeitpunkt nicht nur den Rekord innehatte, sondern auch amtierender Olympiasieger und Weltmeister über die 100 Meter war. Dass mit Michael Johnson nicht nur ein ausgewiesener Langsprinter, sondern auch ein US-Amerikaner ernsthaft Zweifel an der Rechtmäßigkeit dieses Titels erhob, führte in der Folgezeit zu einer erbitterten Rivalität zwischen beiden Athleten. Schließlich wurde für den Sommer 1997 ein Duell zwischen beiden Stars festgelegt, welches die Frage nach dem „schnellsten Mann“ eindeutig klären sollte. Die Renndistanz wurde auf 150 Meter festgelegt, um einen Kompromiss zwischen den unterschiedlichen Spezialstrecken der Hauptakteure zu schaffen. Neben dem Laufduell waren auch weitere Vergleiche zwischen bekannten Vertretern der Leichtathletik geplant, so z. B. im Weitsprung zwischen Heike Drechsler und Jackie Joyner-Kersee. Seit Bekanntgabe des Vorhabens wurde der sportliche Sinn dieser Veranstaltung wiederholt in Frage gestellt. Nicht wenige Beobachter sahen den eigentlichen Grund für diese von Vielen als „Zirkusveranstaltung“ titulierte Inszenierung darin, die US-Leichtathletik für Sponsoren wieder attraktiver zu gestalten. Spätestens Mitte der 1990er Jahre hatten die US-Amerikaner im kurzen Sprintbereich ihre Vorherrschaft abgeben müssen. Darüber hinaus war mit Carl Lewis eine der letzten großen Galionsfiguren von der Wettkampfbühne abgetreten. Michael Johnson sollte zum neuen Superstar aufgebaut werden. Am 1. Juni 1997 wurde diese Veranstaltung schließlich unter dem Namen One-to-one Challenge of Champions im SkyDome von Toronto ausgetragen. Mehr als 60 Länder kauften die TV-Rechte an diesem Ereignis, dessen Höhepunkt zweifellos das Duell über die 150 Meter darstellte. Allein für den Sieger dieses Laufs, welcher unter dem Motto The world's fastest man durchgeführt wurde, war eine bis dahin einmalige Prämie von 1,5 Millionen Dollar veranschlagt worden.
Der Lauf selbst konnte die Frage, wem denn nun die Ehre gebührt, als schnellster Mensch der Welt zu gelten, nicht beantworten. Die Siegprämie sicherte sich zwar Donovan Bailey, als er mit einer Zeit von 14,99 s als Erster den Zielstrich überquerte, jedoch gab Michael Johnson zur Mitte des Rennens auf. Seine Begründung einer Muskelzerrung im Oberschenkel wurde von Bailey nur mit Hohn und Spott bedacht, was einen weiteren Schatten auf diese Veranstaltung warf. Da Johnson nach schwachem Start bereits von Anfang an deutlich zurücklag, wurde von nicht wenigen Beobachtern gemutmaßt, dass er mit seiner Aufgabe einer Niederlage zuvorkommen wollte. Bailey entschuldigte sich zwar am nächsten Tag für seine verbalen Entgleisungen, der Vorwurf der Fragwürdigkeit dieser Veranstaltung konnte aber nicht entkräftet werden.
Danach hatte Bailey stets mit Verletzungen zu kämpfen und war nicht mehr in der Lage, an seine früheren Leistungen anzuknüpfen. 2001 erklärte er seinen Rücktritt. Bailey hält noch immer den Hallenweltrekord über 50 Meter und den kanadischen Rekord über 100 Meter.
Bailey ist Athletenbotschafter der Entwicklungshilfeorganisation Right to Play.